# Marc Tenas
Marc Tenas Ureña (Vic, 30 de mayo de 2001) es un futbolista español que juega en la demarcación de delantero para el Unió Esportiva Cornellà de la Segunda Federación.

## Biografía
Tras formarse como futbolista en las categorías inferiores del Atlético de Madrid, finalmente debutó con el segundo equipo el 25 de octubre de 2020 contra el Dux Internacional de Madrid, encuentro que finalizó por 3-1 a favor del equipo local. Posteriormente se marchó a las categorías inferiores del Deportivo Alavés, donde debutó con el segundo equipo el 4 de septiembre de 2021 contra la SD Leioa, encuentro que finalizó con 0-1 a favor del Alavés "B". El 11 de mayo de 2022 debutó con el primer equipo en Primera División de España contra el RCD Espanyol.
El 15 de julio de 2023, firmó por la Unió Esportiva Cornellà de Primera Federación.

### Selección nacional
Marc ha sido internacional con la selección española sub-18, sub-19 y sub-20.

## Clubes
Actualizado al último partido disputado el 20 de abril de 2024.
| Club                    | País   | Año       | Partidos | Goles |
| ----------------------- | ------ | --------- | -------- | ----- |
| Atlético de Madrid "B"  | España | 2019-2021 | 13       | 1     |
| Deportivo Alavés "B"    | España | 2021-2023 | 71       | 16    |
| Deportivo Alavés        | España | 2022-2023 | 5        | 0     |
| Unió Esportiva Cornellà | España | 2023-     | 31       | 0     |

## Vida personal
Tiene un hermano gemelo llamado Arnau que también es futbolista profesional, juega como portero en el Paris Saint-Germain FC.